# Charles Lemming
Charles Lemming (* 1966 in Mannheim) ist ein deutscher Schauspieler und Sänger.

## Werdegang
Charles Lemming wurde in Mannheim geboren. Nach seinem Schulabschluss war Lemming Berufsmusiker u. a. mit seiner Band "Charles Lemming and the Heart Attack" mit welcher er auch 1990 seine erste Platte Nightserenade veröffentlichte. 1992 hatte er neben dem einjährigen Besuch der Schauspielschule "Theaterprojekt Ludwigshafen" erste Rollen als Kleindarsteller am Nationaltheater Mannheim sowie bei den Schwetzinger Festspielen. Im Jahr darauf zog er nach Berlin um eine Ausbildung zum staatlich anerkannten Schauspieler an der Theaterwerkstatt Charlottenburg zu beginnen. Während dieser Zeit ergaben sich erste Auftritte am Theater wie dem Renaissance-Theater mit Öffnen wir Horizonte oder Der Heiratsantrag an der Talentbude Berlin. Auch erste Rollen im Fernsehen hatte Lemming in dieser Zeit wie Ein starkes Team, Frankie, oder Sara Amerika. Danach folgte von 1997 bis 2000 ein festes Engagement an der Neuen Bühne Senftenberg, wo er in verschiedenen Stücken wie Der Hauptmann von Köpenick, The Rocky Horror Show, Im weißen Rößl, The Black Rider oder Nathan der Weise spielte. Am Theater Altenburg-Gera war er bis 2002 engagiert wo er in Stücken wie Odysseus, Egmont oder Wie es euch gefällt spielte. Seitdem ist Charles Lemming freischaffend tätig und hatte Gastengagements unter anderen an den Bühnen Theater Aachen, Badischen Landesbühne, Theater für Niedersachsen, Tourneetheater Comedia Saxonia, Kleines Theater am Südwestkorso Berlin, den Störtebeker-Festspielen (seit 2005), oder dem Atze-Musiktheater. Doch auch im Fernsehen ist er immer mal wieder zu sehen, und spielte in Filmen wie Das Leben des Friedrich Schiller, Fünf Sterne, Wer rettet Dina Foxx?, Ku`damm 56, Vorwärts immer, oder Skylines
Charles Lemming wohnt in Berlin.

## Rollen Theater (Auswahl)
- 2019: Schwur der Gerechten als Siegfried
- 2018: Ruf der Freiheit als Siegfried/Haken Gobert
- 2017: Im Schatten des Todes als Haberland/Hinnak
- 2017: Bach. Das Leben eines Musikers als Taylor u. a.
- 2016: Auf Leben und Tod als Hugo/H. Darsow
- 2015: Aller Welt Feind als Hugo
- 2014: Gottes Freund als Hugo & Betrunkener
- 2013: Beginn einer Legende als Hugo
- 2012: Das Gespenst von Canterville als Lord Canterville
- 2011: Der Schatz der Templer als Thomasius
- 2010: Warum soll eine Frau kein Verhältnis haben? als Hans Albers
- 2009: Einsame Menschen als Braun
- 2008: Der Seewolf als Ritter Georg von Volkrode
- 2006: Pension Schöller als Eugen Schöller
- 2007: Der kleine Vampir als Geiermeier
- 2006: In Henkers Hand als Wigbold
- 2005: Die Feuerzangenbowle als Dr. Pfeiffer
- 2005: Piraten vor Britannien als Wigbold
- 2004: Winnetou I als Rattler
- 2003: Kasimir & Karoline als Merkel Franz
- 2002: Militärmusik als Ego
- 2001: Wie es euch gefällt als Jacques
- 2001: Odysseus (alle Rollen)
- 2000: The Black Rider als Pegleg
- 2000: Nathan der Weise als Saladin
- 1998: Im Weissen Rössl als Sigismund
- 1998: Faust I als Der Herr & Wagner
- 1997: The Rocky Horror Show als Riff Raff/Eddie
- 1996: Ein wahrer Held als Christy

## Filmografie
- 1996: Ein starkes Team (Fernsehserie – Eins zu Eins)
- 1999: Sara Amerika (Spielfilm)
- 2006: Fünf Sterne (Fernsehserie – Märchenprinz)
- 2010: Wer rettet Dina Foxx?
- 2015: Ku’damm 56 – Lieben aber wie
- 2017: Vorwärts immer!
- 2018: Skylines –  What I Mean
- 2020: Die Drei von der Müllabfuhr – Kassensturz
- 2021: SOKO Wismar (Fernsehserie, Staffel 19, Folge 5 – Sondengänger)
- 2021: Glauben (TV-Miniserie, Folge # 1.5)
- 2022: Und dann steht einer auf und öffnet das Fenster
- 2023: Brothers